# جایزه بزرگ اتریش ۲۰۲۲
جایزه بزرگ اتریش ۲۰۲۲ (که به‌طور رسمی با نام فرمول ۱ رولکس گروسر پرایس فون اوسترایش ۲۰۲۲ شناخته می‌شود) یک مسابقه اتومبیل‌رانی فرمول یک است که در تاریخ ۱۰ ژوئیه ۲۰۲۲ در پیست رد بول در اشتایرمارک، اتریش برگزار می‌شود. این مسابقه یازدهمین دور از مسابقات فرمول یک فصل ۲۰۲۲ و دومین جایزه بزرگ این فصل که از قالب سرعت فرمول یک استفاده می‌کند.

## زمینه
این رویداد قرار است در آخر هفته ۸ تا ۱۰ ژوئیه برگزار شود. این مسابقه یک هفته پس از جایزه بزرگ بریتانیا و دو هفته قبل از جایزه بزرگ فرانسه برگزار می‌شود.

### جدول رده‌بندی قهرمانی قبل از مسابقه
ماکس فرستاپن پس از دور دهم در بریتانیا، با ۱۸۱ امتیاز، ۳۴ امتیاز بیشتر از هم‌تیمی خود سرجیو پرز در رده دوم و ۴۳ امتیاز بیشتر از شارل لکلرک در رتبه سوم، صدرنشین جدول قهرمانی رانندگان است. در جدول قهرمانی سازندگان، ردبول ریسینگ با ۳۲۸ امتیاز صدرنشین است. فراری با ۲۶۵ امتیاز و مرسدس با ۲۰۴ امتیاز در رده دوم و سوم قرار دارند.

### شرکت‌کنندگان
رانندگان و تیم‌ها همان لیست ورود به فصل هستند و هیچ راننده دیگری برای مسابقه حضور ندارد.

### انتخاب تایر
تأمین کننده تایر پیرلی ترکیبات سی۳، سی۴ و سی۵ (به ترتیب سخت، متوسط و نرم) را برای استفاده تیم‌ها در مسابقه اختصاص داده‌است.

## تمرین
قرار است دو جلسه تمرینی برای این جایزه بزرگ برگزار شود که هر جلسه یک ساعت طول می‌کشد. اولین جلسه تمرین روز جمعه ۸ ژوئیه ساعت ۱۳:۳۰ و دومین جلسه تمرین شنبه ۹ ژوئیه ساعت ۱۲:۳۰ به وقت محلی (یوتی‌سی ۲:۰۰+) برگزار می‌شود.

## تعیین خط
تعیین خط ساعت ۱۷:۰۰ به وقت محلی در تاریخ ۸ ژوئیه برگزار شد.
در مرحله اول تعیین خط (Q1) آخرین دور سباستین فتل حذف شد و او از رده هفدهم به بیستم رسید. دنیل ریکاردو، لانس استرول، گوانیو ژو، نیکلاس لطیفی و فتل حذف شدند.
در مرحله دوم تعیین خط (Q2) لاندو نوریس در تقلا با خودروی خود بود و زمان خوبی ثبت نکرد. او بعداً توضیح داد که از مشکل ترمز خودرویش رنج می‌برد. پیر گاسلی، والتری بوتاس، الکساندر آلبون، یوکی سونودا و نوریس حذف شدند. سرجیو پرز در آخرین دور خود به دلیل فراتر رفتن از محدودیت‌های پیست، فیا زمان دور او را بعد از جلسه حذف کرد (برخلاف گذشته، فیا نتوانست به این مشکل سریع واکنش دهد زیرا وقت انجام آن را به موقع نداشتند). با وجود ثبت زمان در مرحله سوم تعیین خط (Q3)، زمان دور مرحله دوم تعیین خط (Q2) او حذف شد و او را به رتبه سیزدهم رساند.
در مرحله سوم تعیین خط (Q3) ده خودرو برای کسب پول پوزیشن تلاش کردند. لوییس همیلتون در یک دور سریع چرخید، از روی سنگریزه‌ها رد شد و به مانع برخورد کرد. پرچم قرمز اعلام شد و زمان جلسه متوقف شد تا خودروی همیلتون خارج شود. پس از شروع مجدد جلسه، دومین راننده مرسدس جورج راسل در پیچ ۱۰ چرخید و به مانع برخورد کرد و باعث ایجاد پرچم قرمز دیگری شد. ماکس فرستاپن اول شد، شارل لکلرک دوم شد و کارلوس ساینز سوم شد. پرز در ابتدا به مقام چهارمی رسید، اما پس از حذف زمان‌های دور او، راسل به رتبه چهارم و استابان اوکون به رتبه پنجم رسیدند. این همچنین به این معنی بود که با وجود حذف پیر گاسلی در مرحله دوم تعیین خط (Q2)، او به رده دهم رسید.

### رده‌بندی تعیین خط
| جایگاه              | راننده         | شماره | سازنده                    | زمان‌ها    | زمان‌ها    | زمان‌ها    | نوبت نهایی |
| جایگاه              | راننده         | شماره | سازنده                    | مرحله اول | مرحله دوم | مرحله سوم | نوبت نهایی |
| ------------------- | -------------- | ----- | ------------------------- | --------- | --------- | --------- | ---------- |
| ۱                   | ماکس فرستاپن   | ۱     | ردبول ریسینگ-آربی‌پی‌تی     | ۱:۰۵٫۸۵۲  | ۱:۰۵٫۳۷۴  | ۱:۰۴٫۹۸۴  | ۱          |
| ۲                   | شارل لکلرک     | ۱۶    | فراری                     | ۱:۰۵٫۴۱۹  | ۱:۰۵٫۲۸۷  | ۱:۰۵٫۰۱۳  | ۲          |
| ۳                   | کارلوس ساینز   | ۵۵    | فراری                     | ۱:۰۵.۶۶۰  | ۱:۰۵٫۵۷۶  | ۱:۰۵٫۰۶۶  | ۳          |
| ۴                   | جورج راسل      | ۶۳    | مرسدس                     | ۱:۰۶٫۲۳۵  | ۱:۰۵٫۶۹۷  | ۱:۰۵٫۴۳۱  | ۴          |
| ۵                   | استابان اوکون  | ۳۱    | آلپاین-رنو                | ۱:۰۶٫۴۶۸  | ۱:۰۵٫۹۹۳  | ۱:۰۵٫۷۲۶  | ۵          |
| ۶                   | کوین مگنوسن    | ۲۰    | هاس-فراری                 | ۱:۰۶٫۳۶۶  | ۱:۰۵٫۸۹۴  | ۱:۰۵٫۸۷۹  | ۶          |
| ۷                   | میک شوماخر     | ۴۷    | هاس-فراری                 | ۱:۰۶٫۴۰۵  | ۱:۰۶٫۱۵۱  | ۱:۰۶٫۰۱۱  | ۷          |
| ۸                   | فرناندو آلونسو | ۱۴    | آلپاین-رنو                | ۱:۰۶٫۰۱۶  | ۱:۰۶٫۰۸۲  | ۱:۰۶٫۱۰۳  | ۸          |
| ۹                   | لوییس همیلتون  | ۴۴    | مرسدس                     | ۱:۰۶٫۰۷۹  | ۱:۰۵٫۴۷۵  | ۱:۱۳٫۱۵۱  | ۹          |
| ۱۰                  | پیر گاسلی      | ۱۰    | آلفاتاوری-آربی‌پی‌تی        | ۱:۰۶٫۵۸۹  | ۱:۰۶٫۱۶۰  | —         | ۱۰         |
| ۱۱                  | الکساندر آلبون | ۲۳    | ویلیامز-مرسدس             | ۱:۰۶٫۵۱۶  | ۱:۰۶٫۲۳۰  | —         | ۱۱         |
| ۱۲                  | والتری بوتاس   | ۷۷    | آلفارومئو-فراری           | ۱:۰۶٫۴۴۲  | ۱:۰۶٫۳۱۹  | —         | ۱۲         |
| ۱۳                  | سرجیو پرز      | ۱۱    | ردبول ریسینگ-آربی‌پی‌تی     | ۱:۰۶٫۱۴۳  | ۱:۰۶٫۴۵۸  | بدون زمان | ۱۳۱        |
| ۱۴                  | یوکی سونودا    | ۲۲    | آلفاتاوری-آربی‌پی‌تی        | ۱:۰۶٫۴۶۳  | ۱:۰۶٫۸۵۱  | —         | ۱۴         |
| ۱۵                  | لاندو نوریس    | ۴     | مک‌لارن-مرسدس              | ۱:۰۶٫۳۳۰  | ۱:۲۵٫۸۴۷  | —         | ۱۵         |
| ۱۶                  | دنیل ریکیاردو  | ۳     | مک‌لارن-مرسدس              | ۱:۰۶٫۶۱۳  | —         | —         | ۱۶         |
| ۱۷                  | لانس استرول    | ۱۸    | استون مارتین آرامکو-مرسدس | ۱:۰۶٫۸۴۷  | —         | —         | ۱۷         |
| ۱۸                  | گوانیو ژو      | ۲۴    | آلفارومئو-فراری           | ۱:۰۶٫۹۰۱  | —         | —         | ۱۸         |
| ۱۹                  | نیکلاس لطیفی   | ۶     | ویلیامز-مرسدس             | ۱:۰۷٫۰۰۳  | —         | —         | ۱۹         |
| ۲۰                  | سباستین فتل    | ۵     | استون مارتین آرامکو-مرسدس | ۱:۰۷٫۰۸۳  | —         | —         | ۲۰         |
| زمان ۱۰۷٪: ۱:۰۹٫۹۹۸ |                |       |                           |           |           |           |            |
| منابع:              |                |       |                           |           |           |           |            |

یادداشت‌ها
- ^ ۱ – سرجیو پرز در ابتدا تا مرحله سوم تعیین خط (Q3) پیش رفت و چهارم شد، اما سریع‌ترین دور او در مرحله دوم تعیین خط (Q2) و زمان سریع‌ترین دور در مرحله سوم تعیین خط (Q3) به دلیل فراتر رفتن از محدودیت‌های پیست در پیچ ۸ در طول مرحله دوم تعیین خط (Q2) حذف شدند.[۷]

## سرعت
مسابقه سرعت ساعت ۱۶:۳۰ به وقت محلی در تاریخ ۹ ژوئیه برگزار شد.
این مسابقه در اصل برای ۲۴ دور برنامه‌ریزی شده بود، ولی به دلیل توقف خودرو یک دور کم شد و مسابقه طی ۲۳ دور انجام شد.

### دور گرم کردن
فرناندو آلونسو در آغاز دور گرم کردن نتوانست خودروی خود را روشن کند. او با کمک مکانیک‌ها به پیت‌لین برگشت، اما به دلیل مشکل برق، نتوانست مسابقه را شروع کند.
گوانیو ژو در پایان دور گرم کردن مشکلی در موتور داشت، این بدین معنی بود که برای حرکت دادن خودروی خود به یک دور گرم کردن دیگر نیاز بود، او موفق شد خودروی خود را دوباره راه‌اندازی کند. پس پایان دومین دور گرم کردن مجبور شد از پیت‌لین مسابقه را شروع کند.
میک شوماخر، دنیل ریکاردو، جورج راسل، استابان اوکون، سرجیو پرز، لانس استرول و سباستین فتل پس از مسابقه برای «پیام‌هایی در دور گرم کردن» به استوارت‌ها احضار شدند. با این حال، همه رانندگان مشکلی پیدا نکردند زیرا پیام‌ها مجاز تلقی شدند.

### گزارش سرعت
ماکس فرستاپن در پیج اول برتری خود را حفظ کرد. کارلوس ساینز در پیچ یک از هم‌تیمی خود در فراری، شارل لکلرک سبقت گرفت و متعاقباً تلاش کرد تا از فرستاپن در پیچ سه سبقت بگیرد، اما ساینز با اختلاف زیاد به بیرون رفت. لوییس همیلتون در پیچ یک با پیر گاسلی برخورد کرد و خودروی گاسلی را به چرخش درآورد. هر دو خودرو دوباره راه افتادند. لکلرک توانست از ساینز سبقت بگیرد، اما نتوانست فرستاپن را در ادامه مسابقه بگیرد.

### رده‌بندی سرعت
| جایگاه                                              | راننده         | شماره | سازنده                    | دور | زمان        | امتیاز | نوبت نهایی |
| --------------------------------------------------- | -------------- | ----- | ------------------------- | --- | ----------- | ------ | ---------- |
| ۱                                                   | ماکس فرستاپن   | ۱     | ردبول ریسینگ-آربی‌پی‌تی     | ۲۳  | ۲۶:۳۰٫۰۵۹   | ۸      | ۱          |
| ۲                                                   | شارل لکلرک     | ۱۶    | فراری                     | ۲۳  | ۱٫۶۷۵+      | ۷      | ۲          |
| ۳                                                   | کارلوس ساینز   | ۵۵    | فراری                     | ۲۳  | ۵٫۶۴۴+      | ۶      | ۳          |
| ۴                                                   | جورج راسل      | ۶۳    | مرسدس                     | ۲۳  | ۱۳٫۴۲۹+     | ۵      | ۴          |
| ۵                                                   | سرجیو پرز      | ۱۱    | ردبول ریسینگ-آربی‌پی‌تی     | ۲۳  | ۱۸٫۳۰۲+     | ۴      | ۵          |
| ۶                                                   | استابان اوکون  | ۳۱    | آلپاین-رنو                | ۲۳  | ۳۱٫۰۳۲+     | ۳      | ۶          |
| ۷                                                   | کوین مگنوسن    | ۲۰    | هاس-فراری                 | ۲۳  | ۳۴٫۵۳۹+     | ۲      | ۷          |
| ۸                                                   | لوییس همیلتون  | ۴۴    | مرسدس                     | ۲۳  | ۳۵٫۴۴۷+     | ۱      | ۸          |
| ۹                                                   | میک شوماخر     | ۴۷    | هاس-فراری                 | ۲۳  | ۳۷٫۱۶۳+     |        | ۹          |
| ۱۰                                                  | والتری بوتاس   | ۷۷    | آلفارومئو-فراری           | ۲۳  | ۳۷٫۵۵۷+     |        | ۲۰۲        |
| ۱۱                                                  | لاندو نوریس    | ۴     | مک‌لارن-مرسدس              | ۲۳  | ۳۸٫۵۸۰+     |        | ۱۰         |
| ۱۲                                                  | دنیل ریکیاردو  | ۳     | مک‌لارن-مرسدس              | ۲۳  | ۳۹٫۷۳۸+     |        | ۱۱         |
| ۱۳                                                  | لانس استرول    | ۱۸    | استون مارتین آرامکو-مرسدس | ۲۳  | ۴۸٫۲۴۱+     |        | ۱۲         |
| ۱۴۳                                                 | گوانیو ژو      | ۲۴    | آلفارومئو-فراری           | ۲۳  | ۵۰٫۷۵۳+     |        | ۱۳         |
| ۱۵                                                  | پیر گسلی       | ۱۰    | آلفاتاوری-آربی‌پی‌تی        | ۲۳  | ۵۲٫۱۲۵+     |        | ۱۴         |
| ۱۶                                                  | الکساندر آلبون | ۲۳    | ویلیامز-مرسدس             | ۲۳  | ۵۲٫۴۱۲+۴    |        | ۱۵         |
| ۱۷                                                  | یوکی سونودا    | ۲۲    | آلفاتاوری-آربی‌پی‌تی        | ۲۳  | ۵۴٫۵۵۶+     |        | ۱۶         |
| ۱۸                                                  | نیکلاس لطیفی   | ۶     | ویلیامز-مرسدس             | ۲۳  | ۱:۰۸٫۶۹۴+   |        | ۱۷         |
| ۱۹۵                                                 | سباستین فتل    | ۵     | استون مارتین آرامکو-مرسدس | ۲۱  | آسیب برخورد |        | ۱۸         |
| ۲۰۶                                                 | فرناندو آلونسو | ۱۴    | آلپاین-رنو                | ۰   | برق         |        | ۱۹         |
| سریع‌ترین دور: شارل لکلرک (فراری) – ۱:۰۸٫۳۲۱ (دور ۴) |                |       |                           |     |             |        |            |
| منابع:                                              |                |       |                           |     |             |        |            |

یادداشت‌ها
- ^ ۱ – مسابقه سرعت قرار بود طی ۲۴ دور برگزار شود و سپس به دلیل شروع جدید یک دور کمتر شد.[۱۴]
- ^ ۲ – والتری بوتاس به دلیل تعویض پیشرانه و اجزای آن مسابقه را از رده آخر شروع می‌کند.[۱۶]
- ^ ۳ – گوانیو ژو باید مسابقه سرعت را از جایگاه هجدهم شروع می‌کرد، اما به دلیل مشکل فنی مسابقه سرعت را از پیت‌لین آغاز کرد. جای او در شروع مسابقه خالی ماند.[۱۴]
- ^ ۴ – الکساندر آلبون در رده سیزدهم قرار گرفت، اما به دلیل خارج کردن لاندو نوریس از پیست پنج ثانیه جریمه دریافت کرد.[۱۴]
- ^ ۵ – سباستین فتل به دلیل طی کردن بیش از ۹۰ درصد مسافت مسابقه سرعت در رده‌بندی قرار گرفت.[۱۴]
- ^ ۶ – فرناندو آلونسو به دلیل مشکل الکتریکی مسابقه سرعت را شروع نکرد. جای او در شروع خالی ماند.[۱۴]

## مسابقه
این مسابقه ساعت ۱۵:۰۰ به وقت محلی، در تاریخ ۱۰ ژوئیه برگزار شد.

### رده‌بندی مسابقه
| جایگاه                                                                 | شماره | راننده         | سازنده                    | دور | زمان        | امتیاز |
| ---------------------------------------------------------------------- | ----- | -------------- | ------------------------- | --- | ----------- | ------ |
| ۱                                                                      | ۱۶    | شارل لکلرک     | فراری                     | ۷۱  | ۱:۲۴:۲۴٫۳۱۲ | ۲۵     |
| ۲                                                                      | ۱     | ماکس فرستاپن   | ردبول ریسینگ-آربی‌پی‌تی     | ۷۱  | ۱٫۵۳۲+      | ۱۹۱    |
| ۳                                                                      | ۴۴    | لوییس همیلتون  | مرسدس                     | ۷۱  | ۴۱٫۲۱۷+     | ۱۵     |
| ۴                                                                      | ۶۳    | جورج راسل      | مرسدس                     | ۷۱  | ۵۸٫۹۷۲+     | ۱۲     |
| ۵                                                                      | ۳۱    | استابان اوکون  | آلپاین-رنو                | ۷۱  | ۱:۰۸٫۴۳۶+   | ۱۰     |
| ۶                                                                      | ۴۷    | میک شوماخر     | هاس-فراری                 | ۷۰  | +۱ دور      | ۸      |
| ۷                                                                      | ۴     | لاندو نوریس    | مک‌لارن-مرسدس              | ۷۰  | +۱ دور      | ۶      |
| ۸                                                                      | ۲۰    | کوین مگنوسن    | هاس-فراری                 | ۷۰  | +۱ دور      | ۴      |
| ۹                                                                      | ۳     | دنیل ریکیاردو  | مک‌لارن-مرسدس              | ۷۰  | +۱ دور      | ۲      |
| ۱۰                                                                     | ۱۴    | فرناندو آلونسو | آلپاین-رنو                | ۷۰  | +۱ دور      | ۱      |
| ۱۱                                                                     | ۷۷    | والتری بوتاس   | آلفارومئو-فراری           | ۷۰  | +۱ دور      |        |
| ۱۲                                                                     | ۲۳    | الکساندر آلبون | ویلیامز-مرسدس             | ۷۰  | +۱ دور      |        |
| ۱۳                                                                     | ۱۸    | لانس استرول    | استون مارتین آرامکو-مرسدس | ۷۰  | +۱ دور      |        |
| ۱۴                                                                     | ۲۴    | گوانیو ژو      | آلفارومئو-فراری           | ۷۰  | +۱ دور      |        |
| ۱۵                                                                     | ۱۰    | پیر گسلی       | آلفاتاوری-آربی‌پی‌تی        | ۷۰  | +۱ دور۲     |        |
| ۱۶                                                                     | ۲۲    | یوکی سونودا    | آلفاتاوری-آربی‌پی‌تی        | ۷۰  | +۱ دور      |        |
| ۱۷                                                                     | ۵     | سباستین فتل    | استون مارتین آرامکو-مرسدس | ۷۰  | +۱ دور۳     |        |
| ۱۸                                                                     | ۵۵    | کارلوس ساینز   | فراری                     | ۵۶  | پیشرانه     |        |
| ۱۹                                                                     | ۶     | نیکلاس لطیفی   | ویلیامز-مرسدس             | ۴۸  | خرابی       |        |
| ۲۰                                                                     | ۱۱    | سرجیو پرز      | ردبول ریسینگ-آربی‌پی‌تی     | ۲۴  | آسیب برخورد |        |
| سریع‌ترین دور: ماکس فرستاپن (ردبول ریسینگ-آربی‌پی‌تی) - ۱:۰۷٫۲۷۵ (دور ۶۲) |       |                |                           |     |             |        |
| منابع:                                                                 |       |                |                           |     |             |        |

یادداشت‌ها
- ^ ۱ – یک امتیاز برای سریع‌ترین دور.[۱۸]
- ^ ۲ – پیر گاسلی به دلیل برخورد با سباستین فتل پنج ثانیه جریمه دریافت کرد. جایگاه نهایی او تحت تأثیر جریمه قرار نگرفت.[۱۷]
- ^ ۳ – سباستین فتل در جایگاه شانزدهم قرار گرفت، اما به دلیل فراتر رفتن از محدودیت‌های پیست، پنج ثانیه جریمه دریافت کرد.[۱۷]

## رده‌بندی قهرمانی پس از مسابقه
جدول رده‌بندی قهرمانی رانندگان
| ت. ج  | جایگاه | راننده       | امتیازات |
| ----- | ------ | ------------ | -------- |
|       | ۱      | ماکس فرستاپن | ۲۰۸      |
| ۱     | ۲      | شارل لکلرک   | ۱۷۰      |
| ۱     | ۳      | سرجیو پرز    | ۱۵۱      |
|       | ۴      | کارلوس ساینز | ۱۳۳      |
|       | ۵      | جورج راسل    | ۱۲۸      |
| منبع: |        |              |          |

جدول رده‌بندی قهرمانی سازندگان
| ت. ج  | جایگاه | سازنده                | امتیازات |
| ----- | ------ | --------------------- | -------- |
|       | ۱      | ردبول ریسینگ-آربی‌پی‌تی | ۳۵۹      |
|       | ۲      | فراری                 | ۳۰۳      |
|       | ۳      | مرسدس                 | ۲۳۷      |
|       | ۴      | مک‌لارن-مرسدس          | ۸۱       |
|       | ۵      | آلپاین-رنو            | ۸۱       |
| منبع: |        |                       |          |

- یادداشت: فقط پنج رده برتر برای هر دو مجموعه رده‌بندی قرار داده شده است.